# Nova Esperança do Sudoeste
Nova Esperança do Sudoeste è un comune del Brasile nello Stato del Paraná, parte della mesoregione del Sudoeste Paranaense e della microregione di Francisco Beltrão.